# 熊野古道おもてなし館
熊野古道おもてなし館（くまのこどうおもてなしかん）は、三重県熊野市木本町204にある観光案内所。
熊野古道などのパンフレットの配布、和室の休憩所の提供、熊野地方産の物品の販売、テイクアウトの販売など行っている。明治中期に杤尾家住宅（とちおけじゅうたく）として建築された建物であり、「熊野古道おもてなし館（旧杤尾家住宅店舗兼主屋）」という名称で登録有形文化財に登録されている。

## 歴史
熊野街道の一部でもある本町通りに面している。杤尾家は廻船問屋や山林経営で財を成し、明治中期に店舗兼主屋として建てられた。
2013年（平成25年）、杤尾家から熊野市に建物が寄贈された。2014年（平成26年）3月1日、観光案内所の熊野古道おもてなし館がオープンした。土地代を含めた総工費は約6000万円。
2016年（平成28年）以後には2棟の土蔵を改装し、熊野市の姉妹都市であるイタリア・ソレント市の伝統工芸品などを並べるギャラリーとする計画がある。
2019年（令和元年）9月10日、登録有形文化財に登録された。

## 建築
切妻屋根、厨子二階建て。正面は黒漆喰塗りであり、中央には白漆喰で縁どった虫籠窓が設けられている。東側には袖塀がある。

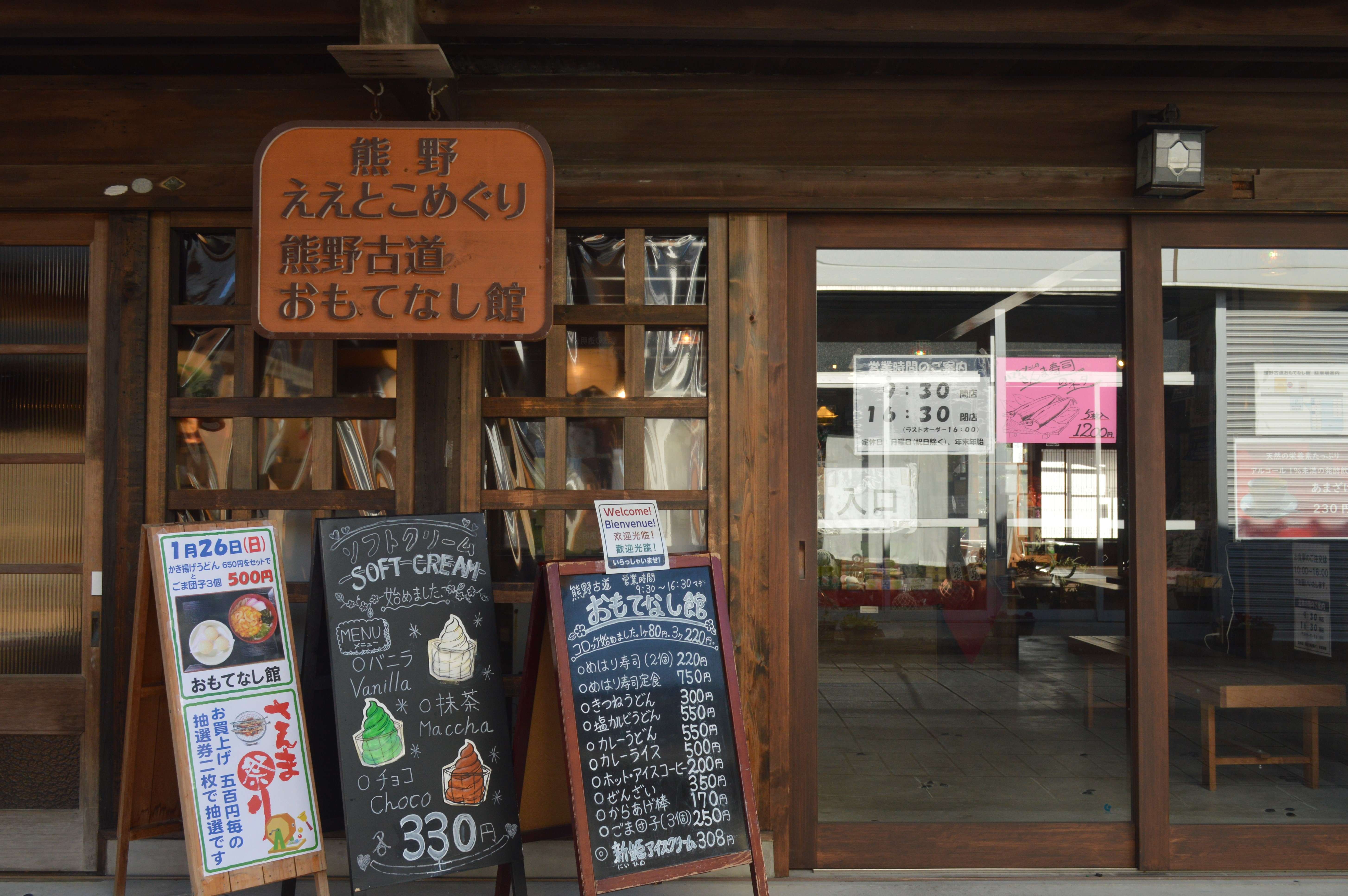
建物の入口
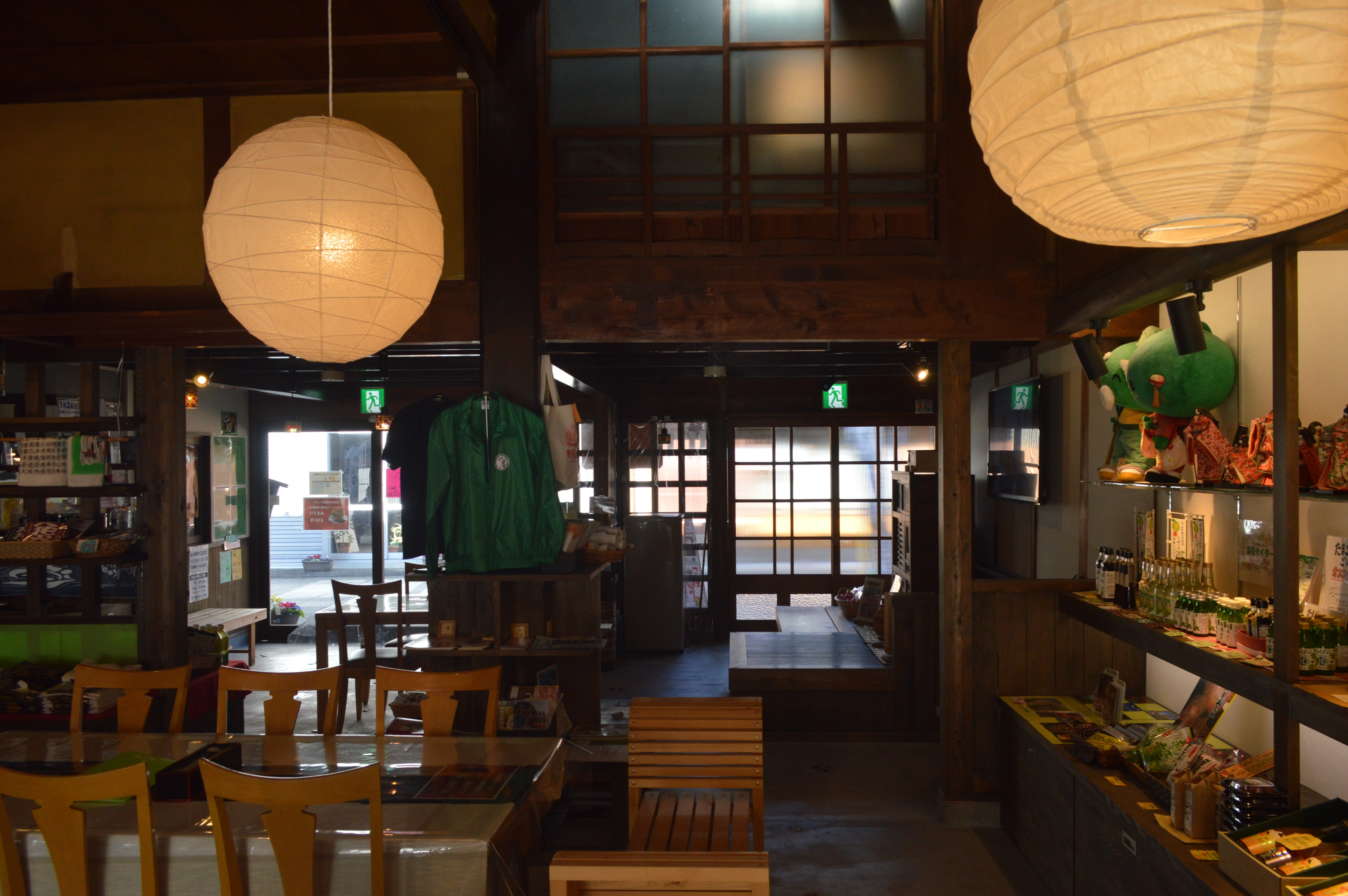
店内
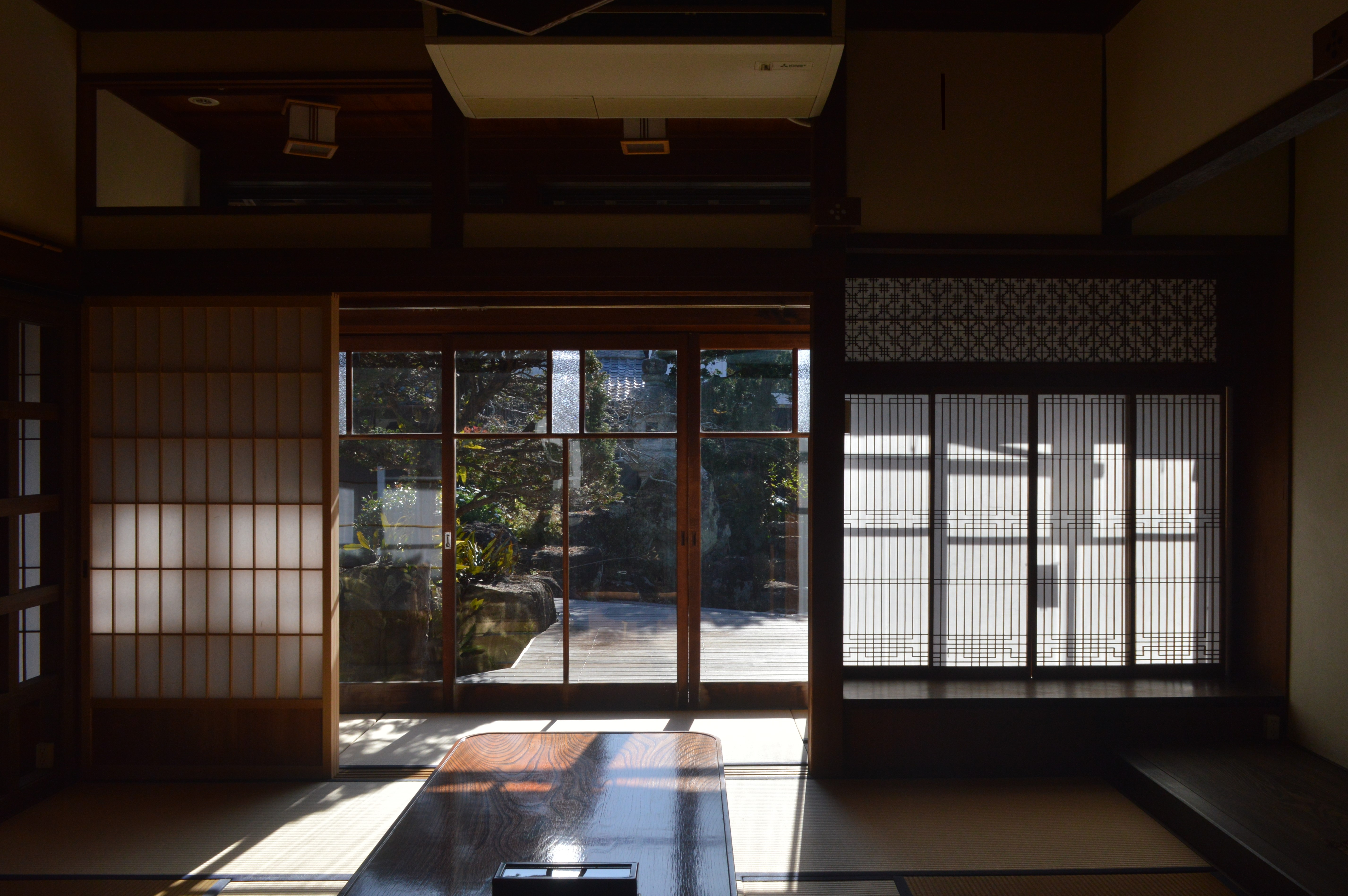
和室

## 交通アクセス
- JR紀勢本線熊野市駅から徒歩約10分